# Gare de Jabbeke
La gare de Jabbeke est une ancienne gare ferroviaire belge de la ligne 50A, de Bruxelles à Ostende située à Jabbeke, dans la commune du même nom, en Région flamande dans la province de Flandre-Occidentale.
Elle est mise en service en 1838 par les Chemins de fer de l’État belge et ferme à tous trafics en 1984.

## Situation ferroviaire
Jusqu'à sa fermeture en 1984, la gare de Jabbeke se trouvait au point kilométrique (PK) 101,81 de la ligne 50A, de Bruxelles à Ostende, entre les gares de Varsenare et Oudenburg, également fermées.

## Histoire
La station de Jabbeke est mise en service, le 28 août 1838 par l’Administration des chemins de fer de l’État belge (future SNCB). C'est alors, avec Plassendaele (Oudenburg) le seul arrêt entre Bruges et Ostende.
D'abord un simple arrêt (halte) administré depuis Bruges en 1848, elle finit[Quand ?] par devenir une gare à part entière dotée d'un bâtiment des recettes. Une première construction, à l'aspect inconnu, a trôné à partir de 1875 avant d'être remplacé par le bâtiment actuel, édifié entre 1892 et 1894.
Il correspond au plan type 1881 avec une aile de trois travées à gauche.
La SNCB, arguant du déclin du trafic des voyageurs, décide de supprimer toutes les gares de la ligne 50A entre Bruges et Ostende ; elle ferme ses portes pour l'instauration du Plan IC-IR, le 3 juin 1984.
Après plusieurs années d'abandon, le bâtiment de la gare a été revendu et converti en habitation.

## Galerie de photographies

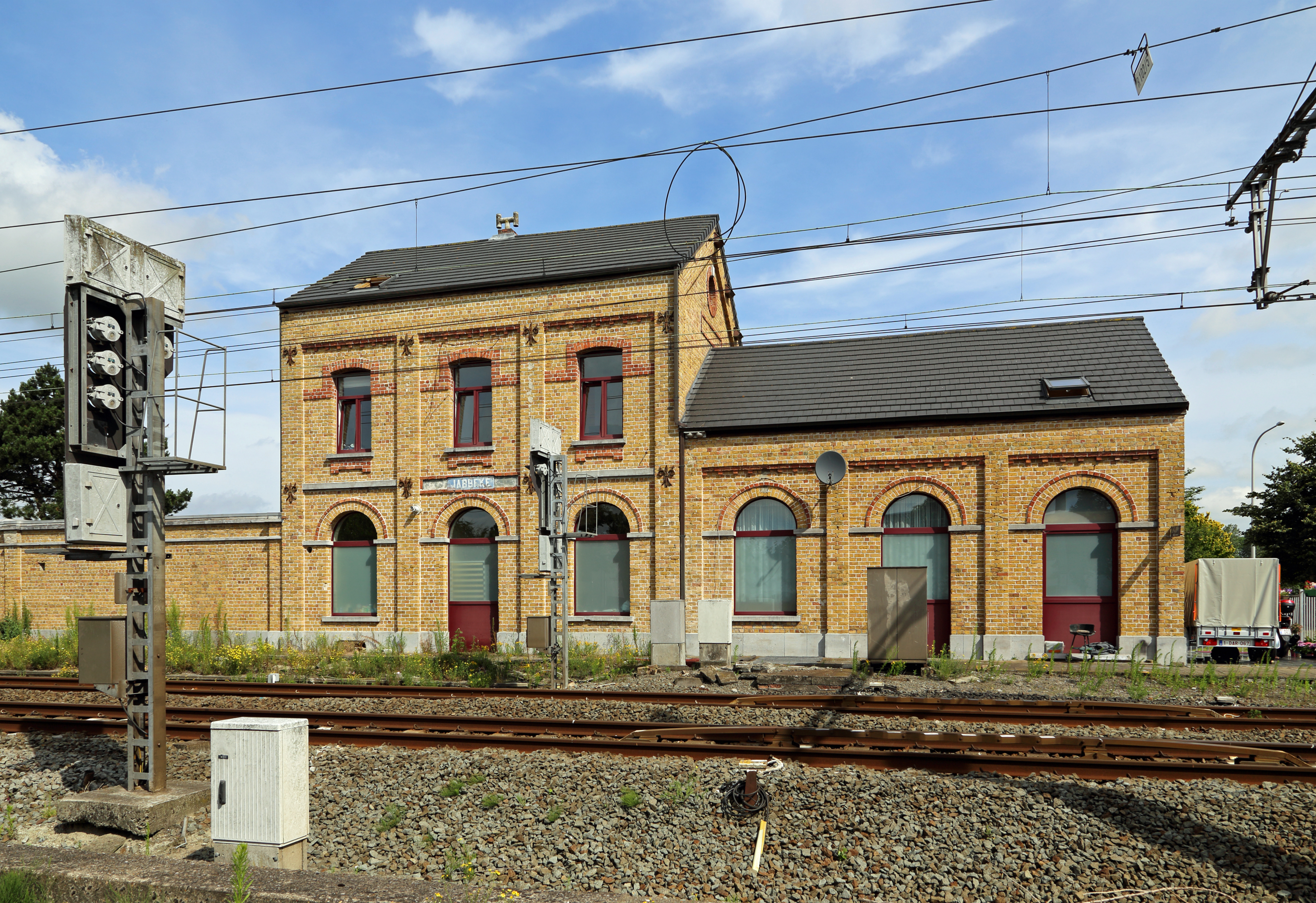
Bâtiment de la gare.
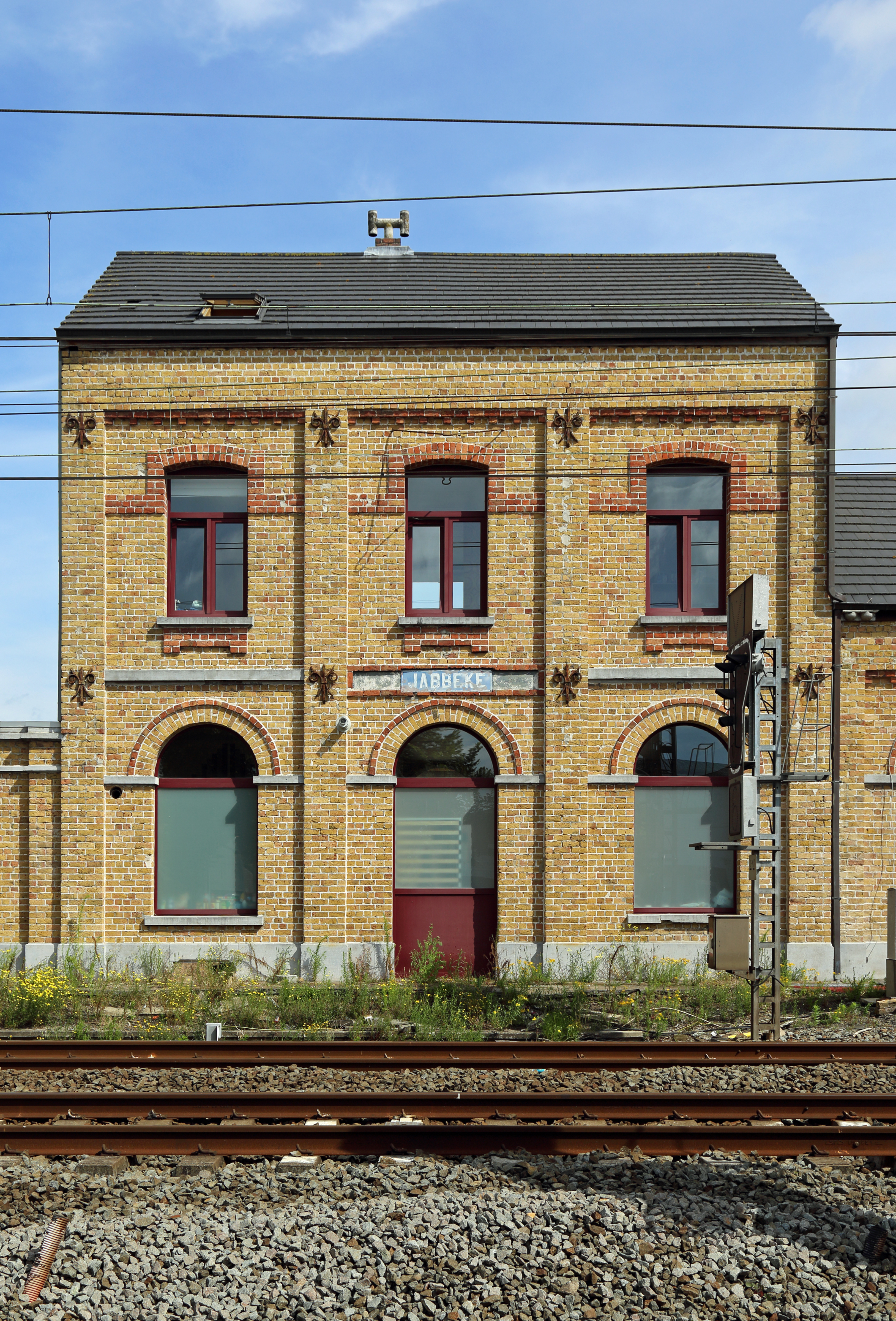
Corps de logis.
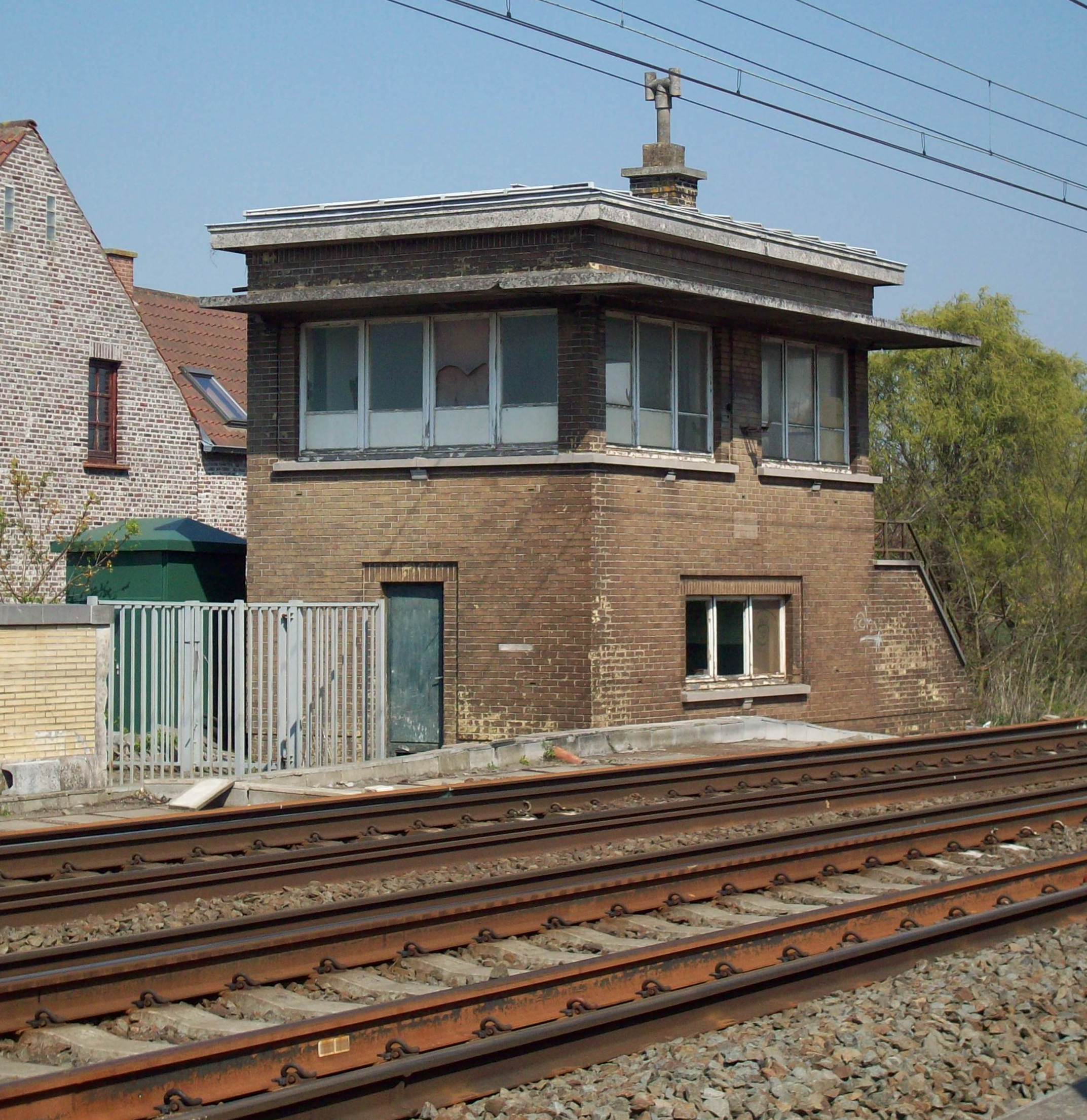
Ancienne cabine de signalisation.